# 소대지
소대지(蕭大摯, 542년 ~ 551년)는 중국 남북조 시대 양나라의 황족이다. 자는 인영(仁瑛)이고 간문제의 열아홉째 아들이다.

## 생애
간문제가 즉위한 뒤 550년에 수건군왕(綏建郡王)으로 봉해졌다.
551년에 후경이 간문제를 폐한 뒤 소대지를 살해했다.